# Microcausta ignifimbrialis
Microcausta ignifimbrialis là một loài bướm đêm trong họ Crambidae.